# ملحم كرم
ملحم كرم (1932 - 2010م) كاتب وصحافي لبناني، أسس ورأس العديد من الصحف والمجلات، كما شغل منصب نقيب المحررين في لبنان حتى وفاته. هو ابن الأديب، كرم ملحم كرم، وقد ولد بدير القمر.

## حياته ونشأته
والدته إميلي خليل الأسمر. بدأ دراسته الثانوية في مدرسة الحكمة، بيروت، وتخرج منها حاملا شهادة البكالوريا. ثم نال شهادة الحقوق من معهدي «اليسوعية» و«الجامعة اللبنانية».

## حياته المهنية
انتخب نقيباً للمحررين في العام 1961، ثم نال شهادة الدكتوراه في القانون. ومنذ العام 1961، يجدد المحررون انتخابه نقيباً لهم كل ثلاث سنوات.
انتخب نائبا لرئيس اتحاد الصحافيين العرب في العام 1977، ونائبا لرئيس الجامعة الدولية للصحافيين. ورئيس تحرير لعدد من المجالات منها: مجلة «الحوادث»، جريدة «البيرق» اليومية العربية، مجلة «لا ريفى دو ليبان» الفرنسية الاسبوعية، ومجلة «مونداي مورنينغ» الإنجليزية. ومدير عام «دار الف ليلة وليلة» التي تصدر 14 امتيازاً لأربع عشرة مطبوعة.

## حياته النقابية
- الحصول على قطعة أرض لبناء دار للمحررين.[3]
- تحقيق حسم على المكالمات الدولية بنسبة 25 في المئة للمحررين بالإضافة إلى حسم بنسبة 50 في المئة على المكالمات الداخلية الهاتفية.[4]

## جوائز
كرمته «دار الندوة» في بيروت بمناسبة عيد شهداء الصحافة؛ حيث قال في تلك المناسبة:
«كلنا قرأنا أن فرويد شرح كل شيء. وأن رأس المال شرح كل شيء. لكننا كلنا سعينا إلى استكمال مسيرة الذكاء مع المتمردين على الظلم، الثائرين على القهر، المواجهين السلطان بجرأة العقلاء وبإيجابية البناة بتغليب العدل على القوة، فتصير الحادثات، على يد الصحافي، كمثل أمثولة يمكن لمكيافيل أن يسديها نصيحة إلى الأمير».

## الوفاة
توفي نقيب المحررين اللبنانيين، ملحم كرم، بعد صراع طويل مع المرض، عن عمر 76 عاما، ونقل إلى مستشفى «أوتيل» حيث فارق الحياة.